# Diana Herold
Diana Herold (* 27. Januar 1974 in Sangerhausen) ist ein deutsches Fotomodell und Schauspielerin. Bekannt wurde sie durch ihre Tanzeinlagen und meist stummen Auftritte in der Comedysendung Bullyparade auf ProSieben. Zudem wirkte sie in mehreren Filmen des Komikers Michael „Bully“ Herbig mit.

## Leben
Nach einer kaufmännischen Ausbildung wurde Diana Herold 1997 von einer Casting-Agentur für die Bullyparade entdeckt, für die sie bis zur Einstellung der Sendung im Jahr 2002 arbeitete. 1998 war sie Assistentin von Reinhold Beckmann in Guinness – Die Show der Rekorde für Das Erste.
2002 wirkte Herold in einer Komparsenrolle im Film Der Schuh des Manitu mit, 2004 ebenfalls als Komparsin in (T)Raumschiff Surprise. Des Weiteren war sie 2004 in der ProSieben-Reality-Soap Die Alm zu sehen. Zudem trat sie von 2005 bis 2006 als Moderatorin im Fernsehsender DSF auf. Im Anschluss moderierte sie 2006 eine Call-in-Quizsendung im damaligen Fernsehsender Das Vierte.
Ihre erste größere Nebenrolle erhielt sie 2007 im Krimi Mord in bester Gesellschaft. Darin verkörperte sie die Freundin Armin Rohdes, die sich als Russin ausgibt.
2008 nahm Herold an der Kochshow Das perfekte Promi-Dinner teil und 2010 war sie Teilnehmerin der Raucherentzugs-Doku-Soap Don’t smoke on the water. Im September 2013 nahm sie zudem an der Styling-Doku Promi Shopping Queen teil und gewann mit 34 Punkten. 2002 und 2017 erschienen Fotoserien von ihr im Playboy. 2020 war sie zusammen mit ihrem Ehemann Michael Tomaschautzki Teilnehmerin bei Das Sommerhaus der Stars – Kampf der Promipaare.
Herold hat eine Tochter (* 1994) und einen Sohn (* 2010). Sie lebt in Schwabach. 1993 heiratete sie zum ersten und 2017 zum zweiten Mal, ihr zweiter Mann ist auch Vater ihres Sohnes.

## Filmografie

### Filme
- 2000: Models (Fernsehfilm)
- 2001: Der Schuh des Manitu
- 2002: Das Bully Spezial – Traumschiff (Kurzfilm)
- 2002: Das Bully Spezial – Sissi (Kurzfilm)
- 2004: (T)Raumschiff Surprise – Periode 1
- 2005: Macho im Schleudergang (Fernsehfilm)
- 2017: Bullyparade – Der Film
- 2017: Macho Man 2

### Fernsehserien
- 1997–2002: Bullyparade
- 2002: Blondes Gift
- 2007: Mord in bester Gesellschaft (eine Folge)
- 2008: Maja (eine Folge)
- 2009: Heilfasten auf St. Lucia
- 2010: Ein Haus voller Töchter (eine Folge)

### Reality-TV-Formate
- 1998: Guinness-Show der Rekorde
- 2000: Die Ingo Appelt Show (eine Folge)
- 2004: Die Alm (erste Staffel)
- 2008: Das perfekte Promi-Dinner (eine Episode)
- 2010: Don’t smoke on the water
- 2013: Promi Shopping Queen (eine Folge)
- 2020: Das Sommerhaus der Stars – Kampf der Promipaare
- 2021: Die Festspiele der Reality Stars – Wer ist die hellste Kerze?